# Харт (окръг, Кентъки)
Вижте пояснителната страница за други значения на Харт.
Окръг Харт (на английски: Hart County) е окръг в щата Кентъки, Съединени американски щати. Площта му е 1083 km², а населението - 17 445 души (2000). Административен център е град Мънфордвил.